# 大沢俊太郎
大沢 俊太郎（おおさわ しゅんたろう）は、日本の漫画家。広島県竹原市出身。

## 略歴
父がメーカー勤務だったため幼少期を当時の西ドイツで過ごす。法政大学文学部哲学科卒。2003年1月、『マガジンFRESH』（講談社）にて『ホラーテイル』でデビュー。2005年12月、『スーパージャンプ』（集英社）にて『ゴタ消し -示談交渉人 白井虎次郎-』読み切り掲載。2006年10月、『近代麻雀』（竹書房）にて『不死のショウ』で短期集中連載。
2008年10月、10編の読み切りを経て『ゴタ消し』月一連載開始、2010年3月より毎号連載。2013年より高知県に移住。
2014年11月、『グランドジャンプPREMIUM』（集英社）にて『DIVER-組対潜入班-』連載。
2017年2月、『週刊漫画ゴラク』（日本文芸社）にて『ヘルハウンド』連載。（原作）
2020年3月　各電子書籍にて『サイキックス』（フェアベル出版）連載。
2020年4月、『グランドジャンプ』（集英社）にて『DIVER-組対潜入班-』続編連載。

## 作品リスト
- ゴタ消し -示談交渉人 白井虎次郎-（2011年、『スーパージャンプ』連載、集英社 ジャンプコミックスデラックス 、全9巻）
- DIVER-組対潜入班-（2014年、『グランドジャンプ』連載、集英社、全３巻）
- ヘルハウンド（2017年、『週刊漫画ゴラク』連載、作画・安藤慈朗、日本文芸社）
- サイキックス（2020年、各電子書籍）